# Falcao (Fußballspieler)
Falcao (* 10. Februar 1986 in Santa Marta; voller Name Radamel Falcao García Zárate), auch bekannt als Radamel Falcao, ist ein kolumbianischer Fußballspieler.

## Karriere

### Vereine

#### Jugend

Autogramm von Falcao

In der Jugend spielte Falcao in der Fußballschule Lanceros Fair Play, für die er bereits als 13-Jähriger in der zweiten kolumbianischen Liga zum Einsatz kam und in der Jugendabteilung des Klubs CD Los Millonarios aus Bogotá. Als 15-Jähriger wechselte er in die Jugendakademie des argentinischen Vereins River Plate.

#### River Plate
Im Alter von 20 Jahren debütierte er für River Plate in der argentinischen Primera División und traf gleich im ersten Spiel doppelt. In seinen ersten sieben Einsätzen erzielte er sieben Tore. 2005 erlitt er eine schwere Knieverletzung und war erst 2007 – nach mehreren gescheiterten Comeback-Versuchen – wieder vollständig einsetzbar.
Mit einem Hattrick im Spiel gegen Botafogo FR am 27. September 2007 sicherte Falcao den Einzug in das Viertelfinale der Copa Sudamericana und anschließend mit einem Treffer gegen Defensor Sporting Club auch das Erreichen des Halbfinales, das später verloren wurde.
Auch im Superclásico gegen die Boca Juniors im Oktober 2007 traf Falcao. In diesem Jahr erreichte er den fünften Platz in der Wahl zu Südamerikas Fußballer des Jahres, zudem wurde er in die Equipo Ideal de América gewählt. In der Clausura 2008 gewann Falcao mit River Plate seine erste Meisterschaft. In dieser und auch in der schwächeren folgenden Saison war er River Plates Toptorschütze.

#### FC Porto

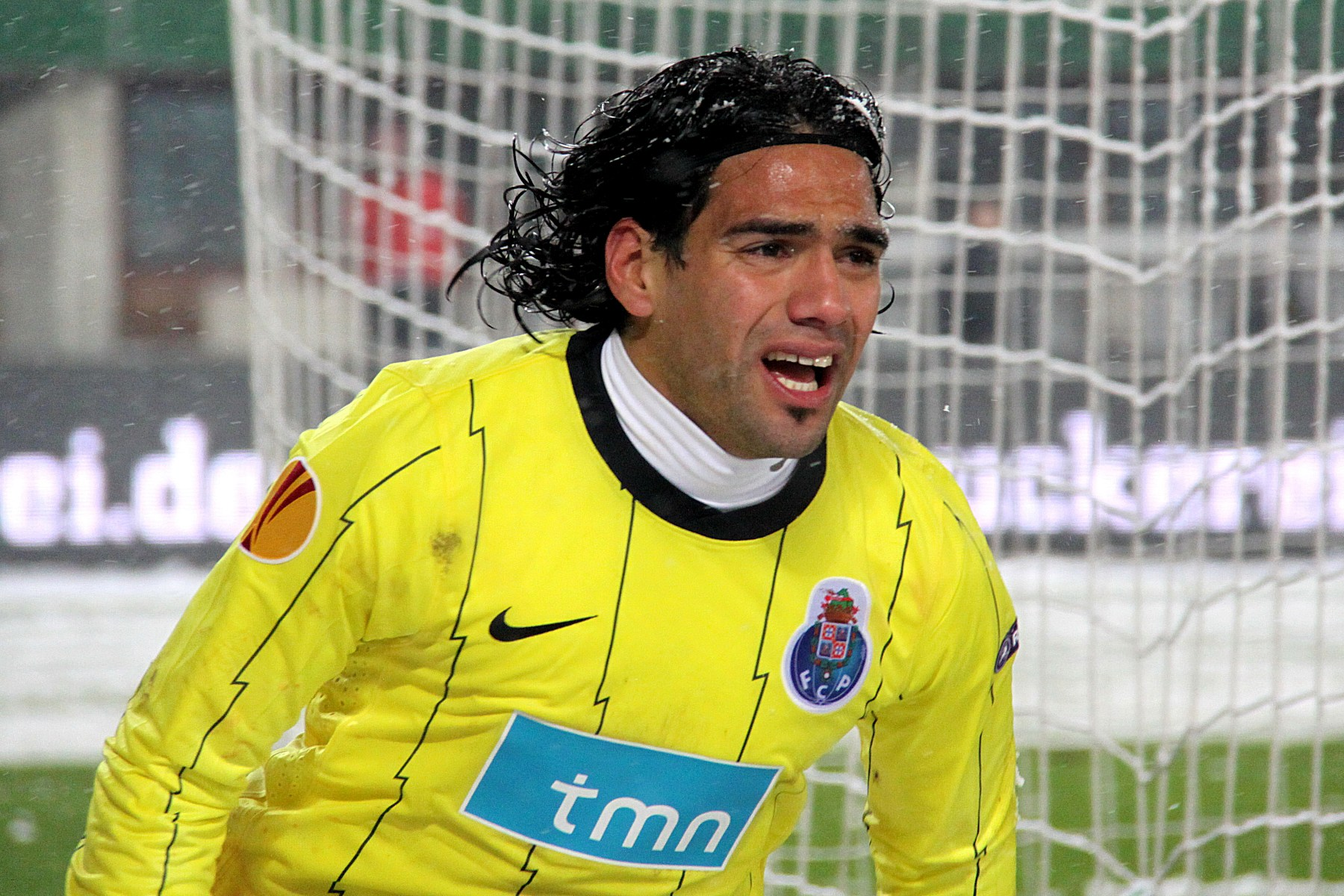
Falcao in der Europa League 2010/11

Im Sommer 2009 wechselte Falcao zum portugiesischen Spitzenverein FC Porto und wurde Nachfolger von Lisandro López, der bei Olympique Lyon unterschrieben hatte. In den ersten vier Spielen für seinen neuen Klub erzielte er vier Tore, insgesamt waren es im ersten Jahr 25 Treffer in 28 Spielen der SuperLiga, damit lag er nur ein Tor hinter Torschützenkönig Óscar Cardozo von Benfica Lissabon. In seiner ersten Champions-League-Saison kam er auf vier Tore. Am Ende der Saison stand der Gewinn des Portugiesischen Pokals und des Supercups. Im Pokal war Falcao mit fünf Toren in fünf Spielen zudem bester Torschütze.
Auch in der Saison 2010/11 traf er von Anfang an regelmäßig. So verwandelte er einen Elfmeter beim 3:0-Erfolg über KRC Genk in den Ausscheidungsspielen zur Europa League und legte damit den Grundstein zur Qualifikation für die Teilnahme an der Europa League. In der Gruppenphase selbst schoss er in den ersten vier Partien, von denen Porto drei gewann, jeweils ein Tor. Im fünften Spiel erzielte er beim 3:1-Sieg über Rapid Wien alle drei Treffer.
Auch im Viertelfinale traf er beim 5:1-Erfolg im Hinspiel gegen Spartak Moskau dreimal und im Rückspiel ein weiteres Mal. Im Hinspiel des Halbfinales gegen den FC Villarreal schoss er beim 5:1-Kantersieg in einer Halbzeit vier Tore. Mit einem weiteren Tor im Halbfinalrückspiel und dem entscheidenden Treffer beim 1:0-Sieg über Sporting Braga im Finale sicherte er seinem Team den Europa-League-Sieg und erhöhte zugleich sein Trefferkonto auf 17 Tore (in 14 Spielen), damit übertraf er den bisherigen Rekordhalter Jürgen Klinsmann, der in der Saison 1995/96 15 Tore erzielte.
In der Portugiesischen Meisterschaft sicherte sich der FC Porto mit dem überragenden Sturmduo Falcao (16 Tore) und Hulk (23 Tore) bereits fünf Spieltage vor Ende der Saison vorzeitig und ungeschlagen den Titel. Mit einem 6:2-Sieg gegen Vitória Guimarães im Pokalfinale machte Porto schließlich den Gewinn des „kleinen europäischen Triples“ perfekt. Falcao wurde 2012 bei der Wahl zu Europas Fußballer des Jahres auf den fünften Platz gewählt.

#### Atlético Madrid

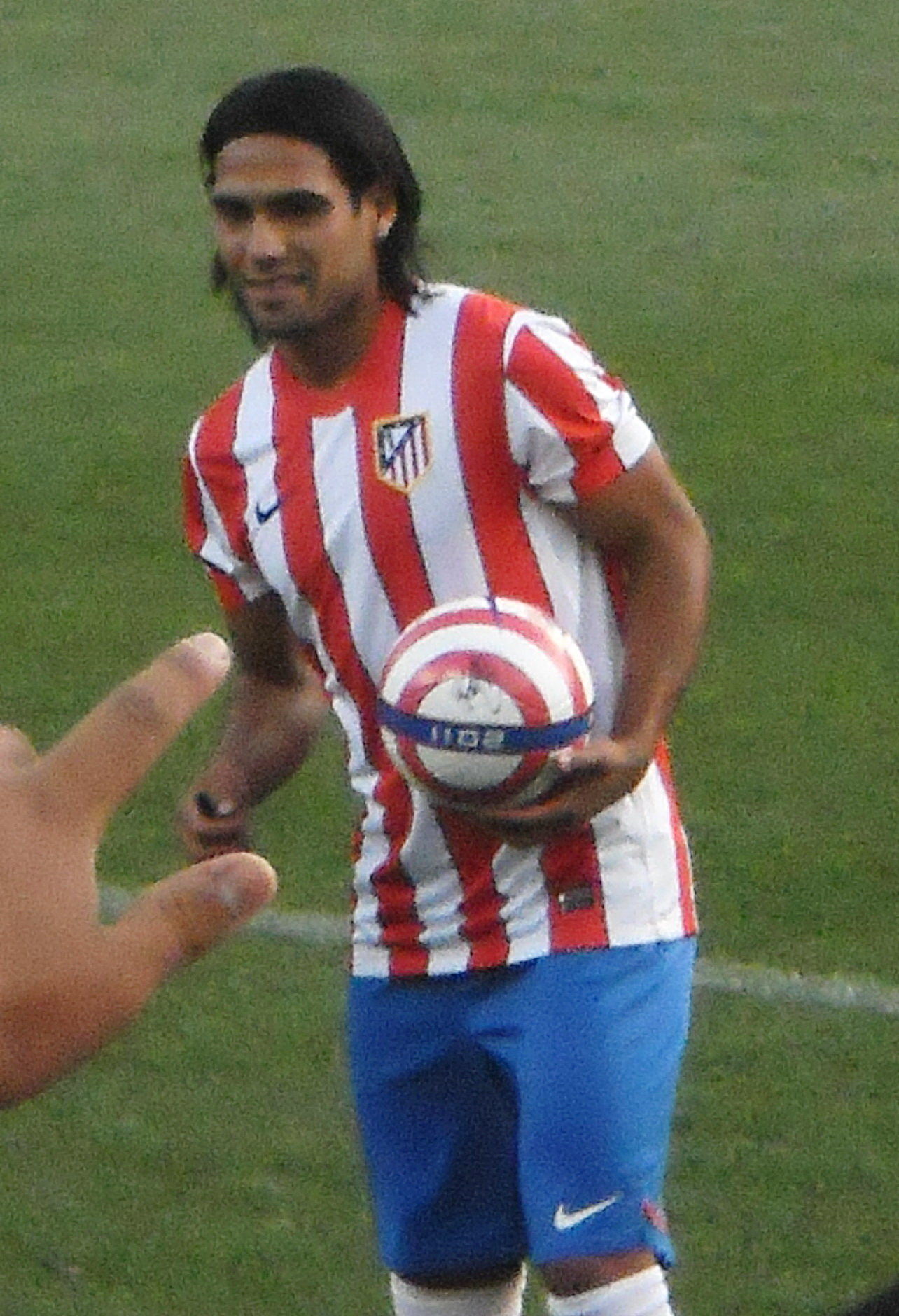
Falcao bei seiner Vorstellung 2011

Obwohl Falcao erst im Juli seinen Vertrag mit Porto bis 2015 verlängert hatte, verpflichtete ihn der spanische Traditionsverein Atlético Madrid am 18. August 2011. Der Stürmer unterschrieb einen Fünfjahresvertrag. Die Ablösesumme soll laut Medienberichten 47 Millionen Euro betragen haben. Sein Debüt in der Primera División gab Falcao am 10. September 2011, dem ersten Spieltag der Saison 2011/12, gegen den FC Valencia. Bereits in seinem zweiten Ligaspiel traf er beim 4:0-Erfolg über Racing Santander dreimal.
Auch in seinem ersten internationalen Einsatz für Atlético hatte er sich wenige Tage zuvor in der Europa League gegen Celtic Glasgow in die Trefferliste eingetragen. Einen weiteren Dreierpack erzielte er am 21. Januar 2012 gegen Real Sociedad. Am 9. Mai 2012 besiegte er mit Atlético den baskischen Verein Athletic Bilbao im Finale der UEFA Europa League mit 3:0, wobei er sich als Doppeltorschütze eintrug und damit zum zweiten Mal in Folge die Europa League gewann. Mit insgesamt 12 Treffern in 15 Partien verteidigte er auch die Torjägerkrone in diesem Wettbewerb erfolgreich.
In der Liga erzielte Falcao 24 Tore und musste sich damit in der Torschützenliste nur Lionel Messi und Cristiano Ronaldo geschlagen geben. Mit dem fünften Platz verpasste Atlético jedoch die Qualifikation zur Champions League. In dieser Zeit galt Falcao als einer der besten Stürmer Europas: Seine Leistungen in diesem Jahr wurden mit einem fünften Platz bei der Wahl zum Weltfußballer und einem neunten Rang bei der Wahl zu Europas Fußballer des Jahres gewürdigt.
Am 2. Spieltag der Saison 2012/13 erzielte Falcao beim 4:0-Sieg über Athletic Bilbao erneut einen Dreierpack. Nur vier Tage später – am 31. August 2012 – folgte ein „lupenreiner“ Hattrick in der ersten Halbzeit des Spiels um den UEFA Super Cup. Atlético siegte mit 4:1 gegen den Champions-League-Sieger FC Chelsea und sicherte sich damit den nächsten internationalen Titel. Am 9. Dezember 2012 gelangen Falcao beim 6:0-Sieg gegen Deportivo La Coruña fünf Tore. Dabei erzielte er, nachdem er in der ersten Halbzeit zum 2:0 und 3:0 getroffen hatte, in der zweiten Halbzeit mit den Toren zum 4:0, 5:0 und 6:0 innerhalb von sieben Minuten einen Hattrick. Damit ist Falcao der erste Spieler Atlético Madrids, der fünf Tore in einem Ligaspiel erzielte.
Am Ende der Spielzeit stand für Atlético ein dritter Platz in der Liga, was die direkte Qualifikation für die Champions League bedeutete. Falcao selbst erzielte 28 Tore in 34 Spielen, was erneut den dritten Platz der Torjägerrangliste bedeutete. Außerdem wurde im Finale um die Copa del Rey der Stadtrivale Real Madrid mit 2:1 n. V. bezwungen und somit der Pokalsieg errungen.

#### AS Monaco
Zur Saison 2013/14 wechselte Falcao zum französischen Erstligisten AS Monaco. Beim finanzstarken Aufsteiger unterschrieb er einen Vertrag mit Laufzeit über fünf Jahre bis zum 30. Juni 2018. Dabei soll er laut Medienberichten pro Saison 14 Millionen Euro verdient haben, bei einer Ablösesumme von rund 60 Millionen Euro. In seinem ersten Ligaspiel am 10. August 2013 erzielte Falcao beim 2:0-Erfolg über Girondins Bordeaux seinen ersten Treffer für die Monegassen. Nachdem er in der Hinrunde in 15 Partien neun Tore erzielt hatte, erlitt er am 22. Januar 2014 im Coupe-de-France-Spiel gegen Monts d’Or Azergues Foot einen Kreuzbandriss im linken Knie und verpasste dadurch die gesamte Rückrunde und auch die WM 2014 im Sommer.
Am 2. August 2014 gab Falcao sein Comeback in einem Vorbereitungsspiel gegen den FC Valencia. Sein erstes Pflichtspiel nach der Verletzung absolvierte er am ersten Spieltag der Saison 2014/15 bei der 1:2-Niederlage gegen den FC Lorient, in dem er nach seiner Einwechslung in der 59. Minute per Elfmeter den zwischenzeitlichen Ausgleich erzielte.

#### Auf Leihbasis in der Premier League

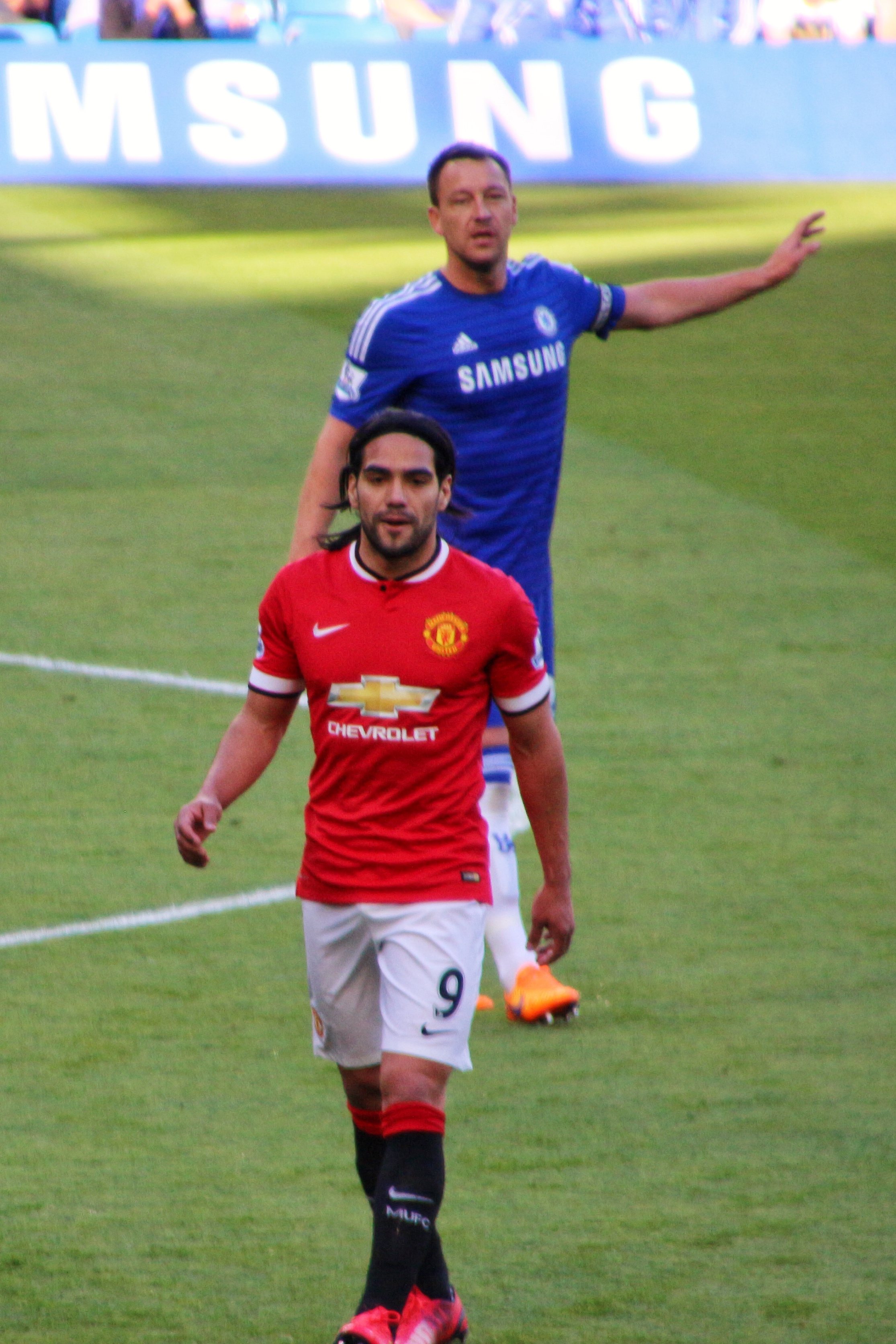
Falcao (vorn) im Spiel gegen den FC Chelsea mit John Terry

Nach dem dritten Spieltag wechselte er am 1. September 2014, dem letzten Tag der Transferperiode, zum englischen Rekordmeister Manchester United unter Trainer Louis van Gaal. Er wurde zunächst für ein Jahr ausgeliehen; Manchester United vereinbarte zudem eine Kaufoption für den Kolumbianer. In der Premier League spielte er erstmals am 14. September 2014 beim 4:0-Sieg gegen die Queens Park Rangers. Sein erstes Tor für United schoss Falcao am 5. Oktober 2014 beim 2:1-Sieg gegen FC Everton.
Im weiteren Verlauf der Saison konnte Falcao nicht an alte Leistungen anknüpfen und erzielte in 26 Ligaeinsätzen vier Tore. Trainer van Gaal setzte bald nicht mehr auf ihn und Falcao war häufig nur Einwechseloption. Im März 2015 musste er in der U-21-Auswahl aushelfen, um Spielpraxis zu sammeln. Die im Leihvertrag festgeschriebene Kaufoption zog Manchester United nicht.
In der Saison 2015/16 wechselte Falcao im Tausch mit Mario Pašalić leihweise für ein Jahr zum amtierenden Meister FC Chelsea. An den ersten elf Spieltagen der Saison kam er zu acht Kurzeinsätzen und zu einem Einsatz über 90 Minuten, dabei gelang ihm ein Treffer bei der 1:2-Niederlage gegen Crystal Palace. Anfang November 2015 musste er aufgrund einer Leistenverletzung erneut für längere Zeit aussetzen. Erst im April 2016 stand er wieder im Kader, kam aber bis Saisonende nur noch zu einem weiteren Kurzeinsatz. Falcao konnte auch beim FC Chelsea die in ihn gesetzten Erwartungen nicht erfüllen, daher entschied sich der Verein, die Leihe nach einem Jahr zu beenden und die Kaufoption nicht zu ziehen.

#### Rückkehr nach Monaco
Zur Saison 2016/17 kehrte Falcao zur AS Monaco zurück. Bei seinem ersten Pflichtspiel nach seiner Rückkehr erzielte er bei der 2:1-Niederlage gegen Fenerbahçe Istanbul im Hinspiel der dritten Qualifikationsrunde zur UEFA Champions League den zwischenzeitlichen Ausgleich. Auch beim 3:1-Sieg im Rückspiel erzielte Falcao einen Treffer und trug somit zum Erreichen der Play-offs bei. In der Gruppenphase folgten zwei weitere Treffer bei drei Einsätzen. In der Liga lief es für Monaco in der Hinrunde besser als in den Vorjahren. An dem Schnitt von mehr als drei Toren pro Ligaspiel hatte auch Falcao mit sieben Treffern in elf Partien seinen Anteil. Mit Monaco gewann Falcao am Ende der Saison den Meistertitel vor Paris Saint-Germain. Dazu konnte er 21 Treffer in seinen 29 Einsätzen beisteuern. In der Champions League schied das Team im Halbfinale gegen Juventus Turin aus. Bis dahin hatte Falcao in acht Einsätzen fünf Treffer erzielen können. Anfang Juni 2017 verlängerte er seinen Vertrag bis zum 30. Juni 2020.

#### Galatasaray Istanbul
Am 2. September 2019 wechselte Falcao in die Türkei zu Galatasaray Istanbul. Der kolumbianische Stürmer wechselte ablösefrei und unterschrieb einen Dreijahresvertrag. Nach zwei Jahren gab Galatasaray Istanbul die Vertragsauflösung mit Falcao bekannt. Wettbewerbsübergreifend kam der Stürmer zu 43 Spiele und erzielte 20 Tore.

#### Rayo Vallecano
Falcao wechselte ablösefrei zu Rayo Vallecano und erzielte in seinem ersten Spiel am 18. September 2021 sein erstes Tor.

### Nationalmannschaft

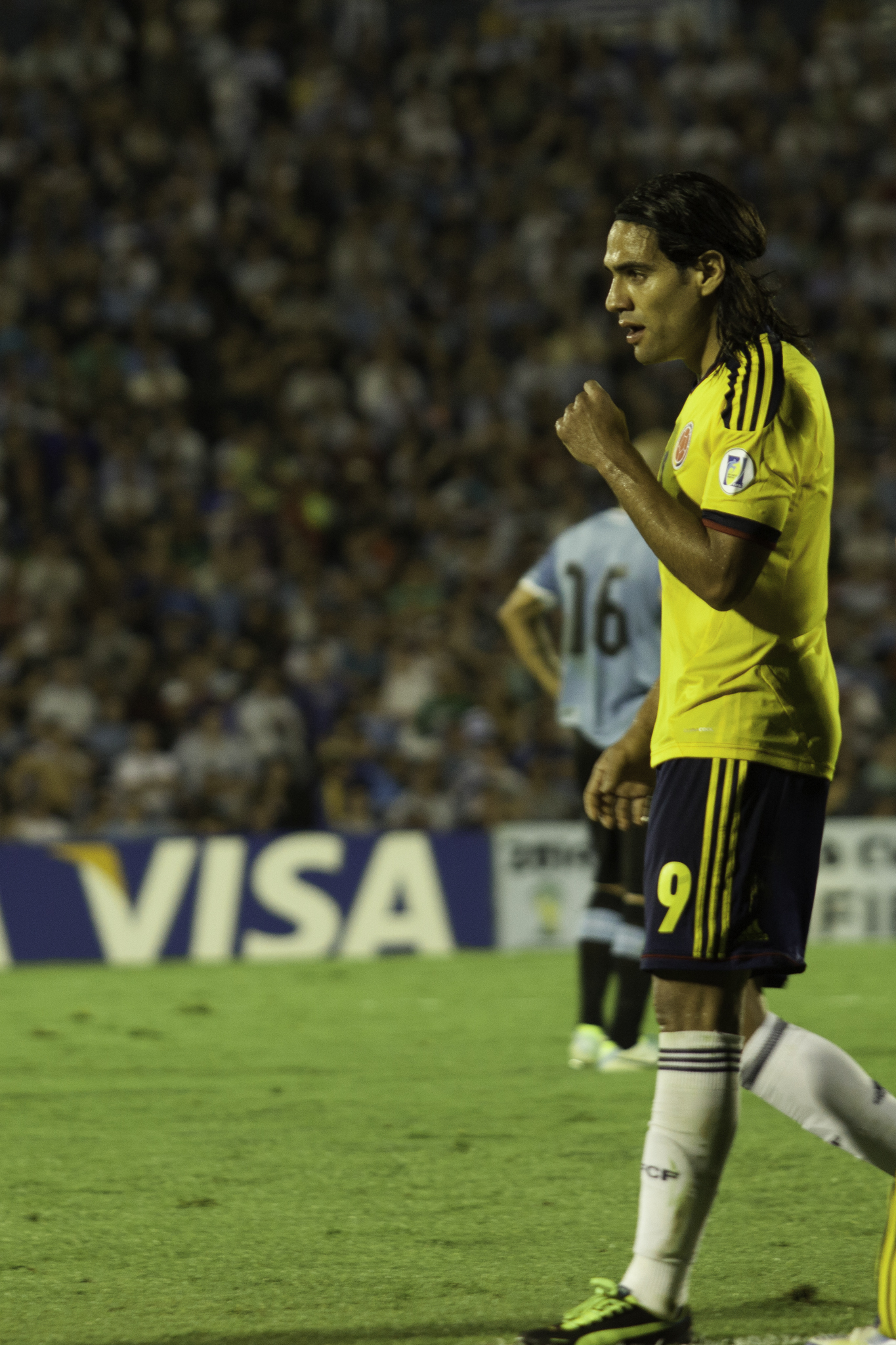
Falcao für Kolumbien 2013

Falcao gewann mit Kolumbien die U-20-Südamerikameisterschaft 2005 und nahm an der U-20-Weltmeisterschaft 2005 in den Niederlanden teil.
Sein Debüt für die Kolumbianische Nationalmannschaft gab er am 8. Februar 2007 kurz vor seinem 21. Geburtstag gegen Uruguay. Seinen ersten Treffer erzielte er im Kirin Cup beim 1:0-Erfolg über Montenegro in seinem zweiten Einsatz. Zwischen 2007 und 2009 wurde er in zehn Partien in der Qualifikation für die Weltmeisterschaft 2010 eingesetzt, in denen er ein Tor erzielte. Die Qualifikation für die Endrunde gelang der Nationalmannschaft nicht.
Im Juli 2011 nahm Falcao mit Kolumbien an der Copa América 2011 teil. Mit einem „Doppelpack“ im entscheidenden Gruppenspiel gegen Bolivien, in dem er auch zum „Man of the Match“ gewählt wurde, sicherte er seiner Mannschaft den Gruppensieg vor Topfavorit und Gastgeber Argentinien. Falcao kam in allen vier Spielen Kolumbiens zum Einsatz, bis er mit seinem Team im Viertelfinale an Peru scheiterte. Bei der 0:2-Niederlage nach Verlängerung verschoss er in der regulären Spielzeit einen Elfmeter.
Falcao gehörte zum Kader Kolumbiens für die Qualifikation zur WM 2014 in Brasilien, die Kolumbien 2013 erfolgreich mit dem zweiten Tabellenplatz und 30 Punkten abschließen und sich damit erstmals seit 1998 wieder für eine WM qualifizieren konnte. Falcao wurde mit neun Toren in der Qualifikation geteilter Drittplatzierter in der Torschützenliste. Aufgrund seiner schweren Knieverletzung, die er im Januar 2014 erlitt, verpasste Falcao die Teilnahme an der Endrunde. Bis zum letzten Tag, der Bekanntgabe der endgültigen Kader am 2. Juni 2014, wartete Trainer José Pékerman auf die Genesung des Hoffnungsträgers, doch Falcao wurde nicht mehr rechtzeitig fit. Auch ohne ihren Superstar schaffte es die kolumbianische Nationalmannschaft, bis ins Viertelfinale vorzustoßen. Dort scheiterten sie knapp mit 1:2 an Gastgeber Brasilien.

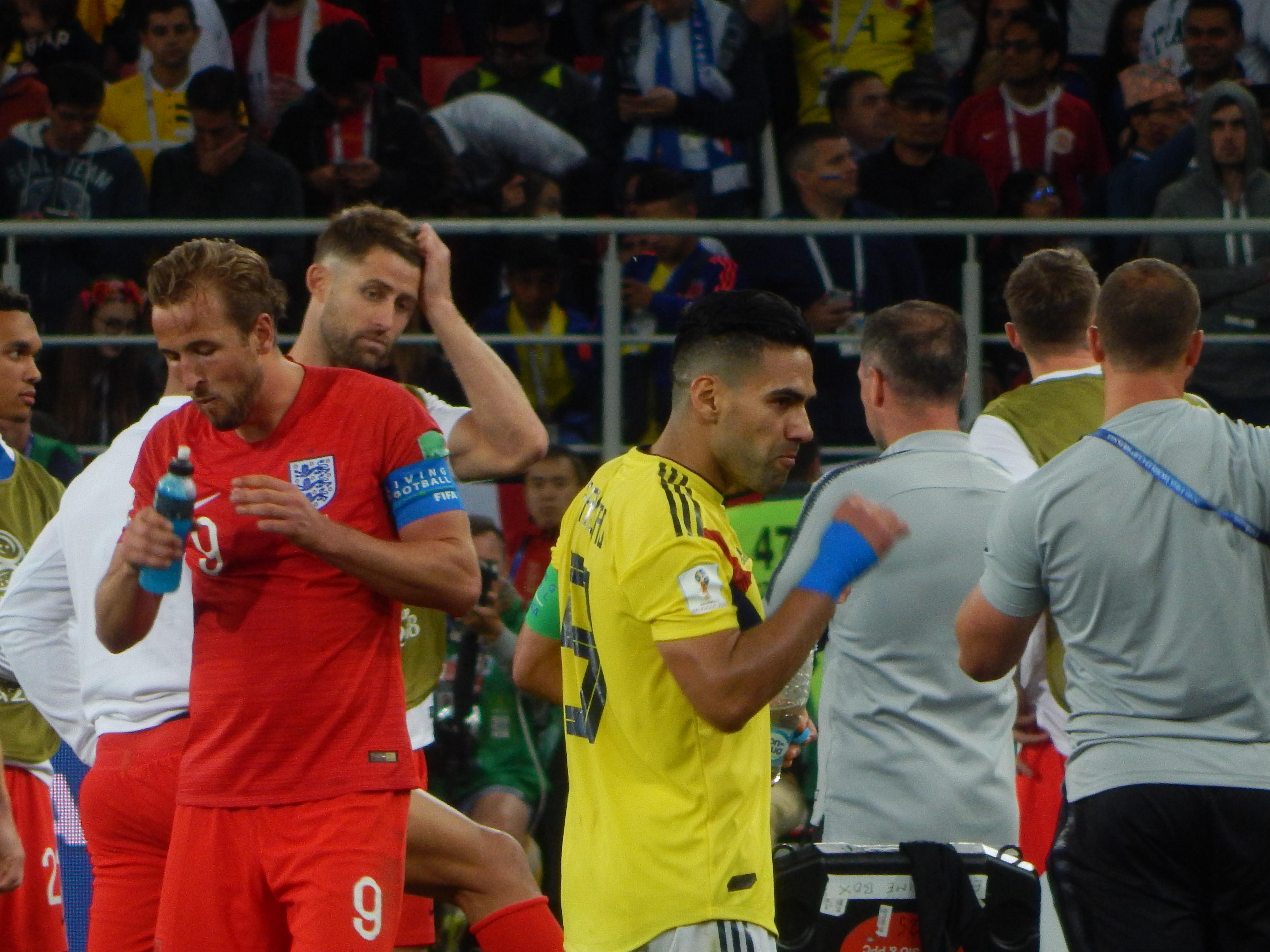
Harry Kane und Falcao im Achtelfinale der WM 2018

Im Freundschaftsspiel gegen Costa Rica am 6. Juni 2015 erzielte Falcao seinen 25. Treffer im Nationalteam und wurde damit zum alleinigen Rekordtorschützen in der Historie der kolumbianischen Nationalmannschaft. Bei der Copa América 2015 gehörte Falcao wieder zum Kader der kolumbianischen Auswahl und führte sie als Kapitän an. Die Los Cafeteros schieden im Viertelfinale gegen Argentinien aus.
Für den Kader zur Copa América Centenario 2016 – einer Sonderausgabe der Copa América zum 100. Bestehen des südamerikanischen Fußballverbandes CONMEBOL – wurde Falcao nicht nominiert. Stattdessen stand er im vorläufigen Kader der Kolumbianer für die Olympischen Spiele 2016 in Rio de Janeiro.
Bei der Weltmeisterschaft 2018 in Russland gehörte er zum kolumbianischen Aufgebot. Er wurde in allen vier Spielen eingesetzt und erzielte dabei ein Tor. Mit der Mannschaft schied er im Achtelfinale gegen England im Elfmeterschießen aus, wobei er seinen Elfmeter verwandelte.

## Titel und Auszeichnungen

### Vereine
International
- Europa-League-Sieger: 2011 (FC Porto), 2012 (Atlético Madrid)
- UEFA-Super-Cup-Sieger: 2012

Argentinien
- Argentinischer Meister: Clausura 2008

Portugal
- Portugiesischer Meister: 2011
- Portugiesischer Pokalsieger: 2010, 2011
- Portugiesischer Supercup-Sieger: 2010, 2011

Spanien
- Spanischer Pokalsieger: 2013

Frankreich
- Französischer Meister: 2017

### Nationalmannschaft
- U20-Südamerikameister: 2005

### Auszeichnungen
- Torschützenkönig der UEFA Europa League: 2011 (17 Tore), 2012 (12 Tore)
- FIFA/FIFPro World XI: 2012
- Onze de bronze: 2012
- Best Player of the Year bei den Globe Soccer Awards: 2012
- Wahl in die Equipo Ideal de América: 2007
- Spieler des Monats der Ligue 1: August 2017

## Privates
- Seinen zweiten Vornamen Falcao gab ihm sein Vater in Anlehnung an den brasilianischen Spieler Paulo Roberto Falcão.[26]
- Falcao ist Vater von drei Töchtern (* 2013, * 2015 und * 2017) sowie einem Sohn (* 2020) und mit der argentinischen Sängerin Lorelei Taron verheiratet.

## Karrierestatistik
| Verein               | Liga             | Saison          | Liga   | Liga | Nat. Pokal | Nat. Pokal | Europapokal | Europapokal | Andere | Andere | Gesamt | Gesamt |
| Verein               | Liga             | Saison          | Spiele | Tore | Spiele     | Tore       | Spiele      | Tore        | Spiele | Tore   | Spiele | Tore   |
| -------------------- | ---------------- | --------------- | ------ | ---- | ---------- | ---------- | ----------- | ----------- | ------ | ------ | ------ | ------ |
| River Plate          | Primera División | 2004/05         | 4      | 0    | -          | -          | -           | -           | -      | -      | 4      | 0      |
| River Plate          | Primera División | 2005/06         | 11     | 7    | -          | -          | -           | -           | -      | -      | 11     | 7      |
| River Plate          | Primera División | 2006/07         | 19     | 3    | -          | -          | 5           | 4           | -      | -      | 24     | 7      |
| River Plate          | Primera División | 2007/08         | 27     | 11   | -          | -          | 12          | 8           | -      | -      | 39     | 19     |
| River Plate          | Primera División | 2008/09         | 32     | 13   | -          | -          | 3           | 3           | -      | -      | 35     | 16     |
| Gesamt               | Gesamt           | Gesamt          | 93     | 34   | -          | -          | 20          | 15          | -      | -      | 113    | 49     |
| FC Porto             | Primeira Liga    | 2009/10         | 28     | 25   | 5          | 5          | 8           | 4           | 2      | 0      | 43     | 34     |
| FC Porto             | Primeira Liga    | 2010/11         | 22     | 16   | 3          | 3          | 16          | 18          | 1      | 1      | 42     | 38     |
| FC Porto             | Primeira Liga    | 2011/12         | 1      | 0    | -          | -          | -           | -           | 1      | 0      | 2      | 0      |
| Gesamt               | Gesamt           | Gesamt          | 51     | 41   | 8          | 8          | 24          | 22          | 4      | 1      | 87     | 72     |
| Atlético Madrid      | Primera División | 2011/12         | 34     | 24   | 1          | 0          | 15          | 12          | -      | -      | 50     | 36     |
| Atlético Madrid      | Primera División | 2012/13         | 34     | 28   | 4          | 2          | 2           | 1           | 1      | 3      | 41     | 34     |
| Gesamt               | Gesamt           | Gesamt          | 68     | 52   | 5          | 2          | 17          | 13          | 1      | 3      | 91     | 70     |
| AS Monaco            | Ligue 1          | 2013/14         | 17     | 9    | 2          | 2          | -           | -           | -      | -      | 19     | 11     |
| Gesamt               | Gesamt           | Gesamt          | 17     | 9    | 2          | 2          | -           | -           | -      | -      | 19     | 11     |
| Manchester United    | Premier League   | 2014/15         | 26     | 4    | 3          | 0          | -           | -           | -      | -      | 29     | 4      |
| Gesamt               | Gesamt           | Gesamt          | 26     | 4    | 3          | 0          | -           | -           | -      | -      | 29     | 4      |
| FC Chelsea           | Premier League   | 2015/16         | 10     | 1    | -          | -          | -           | -           | 2      | 0      | 12     | 1      |
| Gesamt               | Gesamt           | Gesamt          | 10     | 1    | -          | -          | -           | -           | 2      | 0      | 12     | 1      |
| AS Monaco            | Ligue 1          | 2016/17         | 29     | 21   | 4          | 2          | 10          | 7           | 2      | -      | 45     | 30     |
| AS Monaco            | Ligue 1          | 2017/18         | 26     | 18   | 5          | 3          | 5           | 3           | -      | -      | 36     | 24     |
| AS Monaco            | Ligue 1          | 2018/19         | 33     | 15   | 1          | 1          | 5           | 5           | -      | -      | 39     | 21     |
| Gesamt               | Gesamt           | Gesamt          | 88     | 54   | 10         | 6          | 20          | 15          | 2      | -      | 120    | 75     |
| Galatasaray Istanbul | Süper Lig        | 2019/20         | 16     | 10   | 3          | 1          | 3           | 0           | -      | -      | 22     | 11     |
| Galatasaray Istanbul | Süper Lig        | 2020/21         | 17     | 9    | -          | -          | 1           | 0           | -      | -      | 18     | 9      |
| Galatasaray Istanbul | Süper Lig        | 2021/22         | 1      | 0    | -          | -          | 2           | 0           | -      | -      | 3      | 0      |
| Gesamt               | Gesamt           | Gesamt          | 34     | 19   | 3          | 1          | 6           | 0           | -      | -      | 43     | 20     |
| Karriere Gesamt      | Karriere Gesamt  | Karriere Gesamt | 387    | 214  | 31         | 19         | 87          | 65          | 9      | 4      | 514    | 302    |

* Stand: 16. August 2021